# محمد مرحيت
محمد مُرحيت (مواليد 10 أكتوبر 1970، خريبكة) عداء بلجيكي من أصل مغربي متخصص في ركض المسافات الطويلة.

## مسيرته الرياضية
حائز على لقب بطولة العالم للعدو الريفي مرتين في عامي 2000 و2001، كما فاز في سباق ماراثون لشبونة 1997.
وهو حاليا صاحب الرقم القياسي الأوروبي في مسافتي 3000 متر و5000 متر.

## روابط خارجية
- محمد مرحيت على موقع الاتحاد الدولي لألعاب القوى (الإنجليزية)
- محمد مرحيت على موقع رابطة إحصائيات سباق الطريق (الإنجليزية)
- محمد مرحيت على موقع اللجنة الأولمبية الدولية (الإنجليزية)
- محمد مرحيت على موقع أوليمبيديا (الإنجليزية)